# EFLリーグ2
EFLリーグ2（EFL League Two）は、イングランドのプロサッカーリーグのディビジョンの一つで、最上位であるプレミアリーグの3つ下のディビジョン、すなわち実質4部である。また、イングリッシュ・フットボールリーグの中では最下位に位置している。2004年から2016年までは、フットボールリーグ2（Football League Two、略称はFL2）と呼ばれていた。
各試合は毎年8月から翌年の5月まで行われ、上位3クラブと、4位から7位の4クラブで行われるプレーオフの優勝クラブの計4クラブがEFLリーグ1昇格の資格を得る。また、下位2クラブはナショナルリーグに降格する。

## 所属クラブ（2023-24シーズン）
- アクリントン・スタンリー
- ウィンブルドン
- バロー
- ブラッドフォード・シティ
- コルチェスター・ユナイテッド
- クローリー・タウン
- クルー・アレクサンドラ
- ドンカスター・ローヴァーズ
- フォレストグリーン・ローヴァーズ
- ジリンガム
- グリムズビー・タウン
- ハローゲート・タウン
- マンスフィールド・タウン
- ミルトン・キーンズ・ドンズ
- モアカム
- ニューポート・カウンティ
- ノッツ・カウンティ
- サルフォード・シティ
- ストックポート・カウンティ
- サットン・ユナイテッド
- スウィンドン・タウン
- トレンメア・ローヴァーズ
- ウォルソール
- レクサム

## 歴代昇格クラブ
フットボールリーグ・ディヴィジョン3（1992-2004）
- 1992-93

1位 カーディフ・シティ
2位 レクサム
3位 バーネット
プレーオフ勝者 ヨーク・シティ
- 1993-94

1位 シュルーズベリー・タウン
2位 チェスター・シティ
3位 クルー・アレクサンドラ
プレーオフ勝者 ウィコム・ワンダラーズ
- 1994-95

1位 カーライル・ユナイテッド
2位 ウォルソール
プレーオフ勝者 チェスターフィールド
- 1995-96

1位 プレストン・ノースエンド
2位 ジリンガム
3位 ベリー
プレーオフ勝者 プリマス・アーガイル
- 1996-97

1位 ウィガン・アスレティック
2位 フラム
3位 カーライル・ユナイテッド
プレーオフ勝者 ノーサンプトン・タウン
- 1997-98

1位 ノッツ・カウンティ
2位 マクルズフィールド・タウン
3位 リンカーン・シティ
プレーオフ勝者 コルチェスター・ユナイテッド
- 1998-99

1位 ブレントフォード
2位 ケンブリッジ・ユナイテッド
3位 カーディフ・シティ
プレーオフ勝者 スカンソープ・ユナイテッド
- 1999-00

1位 スウォンジー・シティ
2位 ロザラム・ユナイテッド
3位 ノーサンプトン・タウン
プレーオフ勝者 ピーターバラ・ユナイテッド
- 2000-01

1位 ブライトン・アンド・ホーヴ・アルビオン
2位 カーディフ・シティ
3位 チェスターフィールド
プレーオフ勝者 ブラックプール
- 2001-02

1位 プリマス・アーガイル
2位 ルートン・タウン
3位 マンスフィールド・タウン
プレーオフ勝者 チェルトナム・タウン
- 2002-03

1位 ラシュデン・アンド・ダイアモンズ
2位 ハートリプール・ユナイテッド
3位 レクサム
プレーオフ勝者 ボーンマス
- 2003-04

1位 ドンカスター・ローヴァーズ
2位 ハル・シティ
3位 トーキー・ユナイテッド
プレーオフ勝者 ハダースフィールド・タウン
| シーズン            | 1位                              | 得点                | 2位                            | 得点                | 3位                        | 得点                | プレーオフ勝者                   | プレーオフ勝者      | 得点                |                     |                     |
| フットボールリーグ2 | フットボールリーグ2              | フットボールリーグ2 | フットボールリーグ2            | フットボールリーグ2 | フットボールリーグ2        | フットボールリーグ2 | フットボールリーグ2              | フットボールリーグ2 | フットボールリーグ2 | フットボールリーグ2 | フットボールリーグ2 |
| ------------------- | -------------------------------- | ------------------- | ------------------------------ | ------------------- | -------------------------- | ------------------- | -------------------------------- | ------------------- | ------------------- | ------------------- | ------------------- |
| 2004-05             | ヨーヴィル・タウン               | 83                  | スカンソープ・ユナイテッド     | 80                  | スウォンジー・シティ       | 80                  | サウスエンド・ユナイテッド       | 4位                 | 78                  |                     |                     |
| 2005-06             | カーライル・ユナイテッド         | 86                  | ノーサンプトン・タウン         | 83                  | レイトン・オリエント       | 81                  | チェルトナム・タウン             | 5位                 | 72                  |                     |                     |
| 2006-07             | ウォルソール                     | 89                  | ハートリプール・ユナイテッド   | 88                  | スウィンドン・タウン       | 85                  | ブリストル・ローヴァーズ         | 6位                 | 72                  |                     |                     |
| 2007-08             | ミルトン・キーンズ・ドンズ       | 97                  | ピーターバラ・ユナイテッド     | 92                  | ヘレフォード・ユナイテッド | 88                  | ストックポート・カウンティ       | 4位                 | 82                  |                     |                     |
| 2008-09             | ブレントフォード                 | 85                  | エクセター・シティ             | 79                  | ウィコム・ワンダラーズ     | 78                  | ジリンガム                       | 5位                 | 75                  |                     |                     |
| 2009-10             | ノッツ・カウンティ               | 93                  | ボーンマス                     | 83                  | ロッチデール               | 82                  | ダゲナム・アンド・レッドブリッジ | 7位                 | 72                  |                     |                     |
| 2010-11             | チェスターフィールド             | 86                  | ベリー                         | 81                  | ウィコム・ワンダラーズ     | 81                  | スティヴネイジ                   | 6位                 | 69                  |                     |                     |
| 2011-12             | スウィンドン・タウン             | 93                  | シュルーズベリー・タウン       | 88                  | クローリー・タウン         | 84                  | クルー・アレクサンドラ           | 7位                 | 72                  |                     |                     |
| 2012-13             | ジリンガム                       | 83                  | ロザラム・ユナイテッド         | 79                  | ポート・ヴェイル           | 78                  | ブラッドフォード・シティ         | 7位                 | 69                  |                     |                     |
| 2013-14             | チェスターフィールド             | 84                  | スカンソープ・ユナイテッド     | 81                  | ロッチデール               | 81                  | フリートウッド・タウン           | 4位                 | 76                  |                     |                     |
| 2014-15             | バートン・アルビオン             | 94                  | シュルーズベリー・タウン       | 89                  | ベリー                     | 85                  | サウスエンド・ユナイテッド       | 5位                 | 84                  |                     |                     |
| 2015-16             | ノーサンプトン・タウン           | 99                  | オックスフォード・ユナイテッド | 86                  | ブリストル・ローヴァーズ   | 85                  | ウィンブル                       | 7位                 | 75                  |                     |                     |
| EFLリーグ2          |                                  |                     |                                |                     |                            |                     |                                  |                     |                     |                     |                     |
| 2016-17             | ポーツマス                       | 87                  | プリマス・アーガイル           | 87                  | ドンカスター・ローヴァーズ | 85                  | ブラックプール                   | 7位                 | 70                  |                     |                     |
| 2017-18             | アクリントン・スタンリー         | 93                  | ルートン・タウン               | 88                  | ウィコム・ワンダラーズ     | 84                  | コヴェントリー・シティ           | 6位                 | 75                  |                     |                     |
| 2018-19             | リンカーン・シティ               | 85                  | ベリー                         | 79                  | ミルトン・キーンズ・ドンズ | 79                  | トレンメア・ローヴァーズ         | 6位                 | 73                  |                     |                     |
| 2019-20             | スウィンドン・タウン             | 88.32               | クルー・アレクサンドラ         | 85.56               | プリマス・アーガイル       | 84.64               | ノーサンプトン・タウン           | 7位                 | 72.22               |                     |                     |
| 2020-21             | チェルトナム・タウン             | 82                  | ケンブリッジ・ユナイテッド     | 80                  | ボルトン・ワンダラーズ     | 79                  | モアカム                         | 4位                 | 78                  |                     |                     |
| 2021-22             | フォレストグリーン・ローヴァーズ | 84                  | エクセター・シティ             | 84                  | ブリストル・ローヴァーズ   | 80                  | ポート・ヴェイル                 | 5位                 | 78                  |                     |                     |
| 2022-23             | レイトン・オリエント             | 91                  | スティヴネイジ                 | 85                  | ノーサンプトン・タウン     | 83                  | カーライル・ユナイテッド         | 5位                 | 76                  |                     |                     |

## 歴代降格チーム
フットボールリーグ・ディヴィジョン3（1992-2004）
- 1992-93

22位 ハリファクス・タウン
- 1993-94

なし
- 1994-95

なし
- 1995-96

なし
- 1996-97

24位 ヘレフォード・ユナイテッド
- 1997-98

24位 ドンカスター・ローヴァーズ
- 1998-99

24位 スカーブラ
- 1999-00

24位 チェスター・シティ
- 2000-01

24位 バーネット
- 2001-02

24位 ハリファクス・タウン
- 2002-03

23位 エクセター・シティ
24位 シュルーズベリー・タウン
- 2003-04

23位 カーライル・ユナイテッド
24位 ヨーク・シティ
| シーズン            | 23位                | 所属クラブ                       | 24位                | 所属クラブ                       |
| フットボールリーグ2 | フットボールリーグ2 | フットボールリーグ2              | フットボールリーグ2 | フットボールリーグ2              |
| ------------------- | ------------------- | -------------------------------- | ------------------- | -------------------------------- |
| 2004-05             | 23位                | キダーミンスター・ハリアーズ     | 24位                | ケンブリッジ・ユナイテッド       |
| 2005-06             | 23位                | オックスフォード・ユナイテッド   | 24位                | ラシュデン・アンド・ダイアモンズ |
| 2006-07             | 23位                | ボストン・ユナイテッド           | 24位                | トーキー・ユナイテッド           |
| 2007-08             | 23位                | マンスフィールド・タウン         | 24位                | レクサム                         |
| 2008-09             | 23位                | チェスター・シティ               | 24位                | ルートン・タウン                 |
| 2009-10             | 23位                | グリムズビー・タウン             | 24位                | ダーリントン                     |
| 2010-11             | 23位                | リンカーン・シティ               | 24位                | ストックポート・カウンティ       |
| 2011-12             | 23位                | ヘレフォード・ユナイテッド       | 24位                | マクルズフィールド・タウン       |
| 2012-13             | 23位                | バーネット                       | 24位                | オールダーシェット・タウン       |
| 2013-14             | 23位                | ブリストル・ローヴァーズ         | 24位                | トーキー・ユナイテッド           |
| 2014-15             | 23位                | チェルトナム・タウン             | 24位                | トレンメア・ローヴァーズ         |
| 2015-16             | 23位                | ダゲナム・アンド・レッドブリッジ | 24位                | ヨーク・シティ                   |
| EFLリーグ2          |                     |                                  |                     |                                  |
| 2016-17             | 23位                | ハートリプール・ユナイテッド     | 24位                | レイトン・オリエント             |
| 2017-18             | 23位                | バーネット                       | 24位                | チェスターフィールド             |
| 2018-19             | 23位                | ノッツ・カウンティ               | 24位                | ヨーヴィル・タウン               |
| 2019-20             | 23位                | ─                                | 24位                | マクルズフィールド・タウン       |
| 2020-21             | 23位                | サウスエンド・ユナイテッド       | 24位                | グリムズビー・タウン             |
| 2021-22             | 23位                | オールダム・アスレティック       | 24位                | スカンソープ・ユナイテッド       |
| 2022-23             | 23位                | ハートリプール・ユナイテッド     | 24位                | ロッチデール                     |

## 歴代得点王
| シーズン            | 選手                     | 所属クラブ                   | 得点                |                     |                     |                     |                     |                     |                     |                     |                     |
| フットボールリーグ2 | フットボールリーグ2      | フットボールリーグ2          | フットボールリーグ2 | フットボールリーグ2 | フットボールリーグ2 | フットボールリーグ2 | フットボールリーグ2 | フットボールリーグ2 | フットボールリーグ2 | フットボールリーグ2 | フットボールリーグ2 |
| ------------------- | ------------------------ | ---------------------------- | ------------------- | ------------------- | ------------------- | ------------------- | ------------------- | ------------------- | ------------------- | ------------------- | ------------------- |
| 2004-05             | フィル・ジェヴォンズ     | ヨーヴィル・タウン           | 27                  |                     |                     |                     |                     |                     |                     |                     |                     |
| 2005-06             | カール・ホーリー         | カーライル・ユナイテッド     | 23                  |                     |                     |                     |                     |                     |                     |                     |                     |
| 2006-07             | リチャード・ベイカー     | ハートリプール・ユナイテッド | 21                  |                     |                     |                     |                     |                     |                     |                     |                     |
| 2006-07             | アイゼイル・マクロード   | ミルトン・キーンズ・ドンズ   | 21                  |                     |                     |                     |                     |                     |                     |                     |                     |
| 2007-08             | アーロン・マクリーン     | ピーターバラ・ユナイテッド   | 29                  |                     |                     |                     |                     |                     |                     |                     |                     |
| 2008-09             | グラント・ホルト         | シュルーズベリー・タウン     | 20                  |                     |                     |                     |                     |                     |                     |                     |                     |
| 2008-09             | ジャック・レスター       | チェスターフィールド         | 20                  |                     |                     |                     |                     |                     |                     |                     |                     |
| 2009-10             | リー・フース             | ノッツ・カウンティ           | 30                  |                     |                     |                     |                     |                     |                     |                     |                     |
| 2010-11             | クレイトン・ドナルドソン | クルー・アレクサンドラ       | 28                  |                     |                     |                     |                     |                     |                     |                     |                     |
| 2011-12             | アイゼイル・マクロード   | バーネット                   | 18                  |                     |                     |                     |                     |                     |                     |                     |                     |
| 2011-12             | ジャック・ミドソン       | ウィンブルドン               | 18                  |                     |                     |                     |                     |                     |                     |                     |                     |
| 2012-13             | トム・ポープ             | ポート・ヴェイル             | 31                  |                     |                     |                     |                     |                     |                     |                     |                     |
| 2013-14             | サム・ウィナル           | スカンソープ・ユナイテッド   | 23                  |                     |                     |                     |                     |                     |                     |                     |                     |
| 2014-15             | マット・タブス           | ポーツマス                   | 21                  |                     |                     |                     |                     |                     |                     |                     |                     |
| 2015-16             | マッティ・テイラー       | ブリストル・ローヴァーズ     | 27                  |                     |                     |                     |                     |                     |                     |                     |                     |
| EFLリーグ2          |                          |                              |                     |                     |                     |                     |                     |                     |                     |                     |                     |
| 2016-17             | ジョン・マーキス         | ドンカスター・ローヴァーズ   | 26                  |                     |                     |                     |                     |                     |                     |                     |                     |
| 2017-18             | ビリー・キー             | アクリントン・スタンリー     | 25                  |                     |                     |                     |                     |                     |                     |                     |                     |
| 2017-18             | マーク・マクナルティ     | コヴェントリー・シティ       | 25                  |                     |                     |                     |                     |                     |                     |                     |                     |
| 2018-19             | ジェームズ・ノーウッド   | トレンメア・ローヴァーズ     | 29                  |                     |                     |                     |                     |                     |                     |                     |                     |
| 2019-20             | オーエン・ドイル         | スウィンドン・タウン         | 25                  |                     |                     |                     |                     |                     |                     |                     |                     |
| 2020-21             | ポール・マリン           | ケンブリッジ・ユナイテッド   | 32                  |                     |                     |                     |                     |                     |                     |                     |                     |
| 2021-22             | ドム・テルフォード       | ニューポート・カウンティ     | 25                  |                     |                     |                     |                     |                     |                     |                     |                     |
| 2022-23             |                          |                              |                     |                     |                     |                     |                     |                     |                     |                     |                     |

## シーズン別大会名
- Coca-Cola League Two （2004-2010）
- npower League Two （2010-2013）
- Sky Bet League Two （2013-現在）